# Little Bird (Pete Jolly)
Little Bird è un album di The Pete Jolly Trio and Friends, pubblicato dall'etichetta discografica Äva Records nell'aprile 1962.

## Tracce

### LP
Lato A
1. Little Bird – 2:18 (testo: Tommy Wolf – musica: Dick Grove, Pete Jolly)
2. Three-Four-Five – 2:55 (musica: Pete Jolly)
3. Never Never Land – 6:33 (testo: Betty Comden, Adolph Green – musica: Jule Styne)
4. Alone Together – 7:57 (testo: Howard Dietz – musica: Arthur Schwartz)

Lato B
1. To Kill a Mockinbird – 2:20 (testo: Mack David – musica: Elmer Bernstein)
2. Spring Can Really Hang You Up the Most – 2:55 (testo: Fran Landesman – musica: Tommy Wolf)
3. My Favorite Things – 4:25 (testo: Oscar Hammerstein II – musica: Richard Rodgers)
4. Toot Toot Tootsie (Goodbye) – 5:11 (testo: Gus Kahn, Ernie Erdman – musica: Dan Russo, Ted Fiorito)
5. Falling in Love with Love – 4:32 (testo: Lorenz Hart – musica: Richard Rodgers)

## Musicisti
The Pete Jolly Trio
- Pete Jolly – pianoforte
- Chuck Berghofer – contrabbasso
- Larry Bunker – batteria

And Friends
- Howard Roberts – chitarra
- Kenny Hume – percussioni

Note aggiuntive
- Jackie Mills e Tommy Wolf – produttori
- Registrazioni effettuate nel novembre 1962 e gennaio 1963 al "Conway Recording Studios" di Hollywood, California
- "Bones" Howe – ingegnere delle registrazioni
- Bill Pate – design copertina album
- Don Weller – illustrazione copertina frontale album
- Johnny Mercer – note retrocopertina album originale[2]